# Министр иностранных дел Албании
Министр иностранных дел Албании (алб. Ministër të Jashtëm të Shqipërisë) — министерский пост в правительстве Албании, глава министерства иностранных дел Албании, отвечающий за иностранные дела государства. Пост учреждён 4 декабря 1912 года после провозглашения независимости Албании.

## Министры иностранных дел Албании с 4 декабря 1912

### Министры иностранных дел Албании 1912—1944
- Исмаил Кемали-бей (4 декабря 1912 — июнь 1913);
- Мифит Либохова (июнь 1913 — 24 января 1914);
- Турхан-паша Пермети (17 марта — 20 мая 1914);
- Пренг Биб Дода (28 мая — 3 сентября 1914);

- Мифит Либохова (25 декабря 1918 — 29 января 1920);
- Мехмет Коница (30 января — 14 ноября 1920);
- Илиаз Вриони (19 ноября 1920 — 1 июля 1921);
- Пандели Эвангьели (11 июля — 6 декабря 1921);
- Фан Стилиан Ноли (7 — 12 декабря 1921);
- Джафер Вилла (12 — 24 декабря 1921);
- Фан Стилиан Ноли (24 декабря 1921 — 2 декабря 1922);
- Пандели Эвангьели (2 декабря 1922 — 25 февраля 1924);
- Илиаз Вриони (30 марта — 27 мая 1924);
- Сулейман-бей Дельвина (16 июня — 23 декабря 1924);
- Илиаз Вриони (24 декабря 1924 — 5 января 1925);
- Гьердь Колечи (6 — 31 января 1925);
- Мифит Либохова (1 марта — 23 сентября 1925);
- Хюсен Вриони (28 сентября 1925 — 10 февраля 1927);
- Илиаз Вриони (12 февраля 1927 — 13 января 1929);
- Рауф Фико (14 января 1929 — 11 апреля 1931);
- Хюсен Вриони (12 апреля 1931 — 7 декабря 1932);
- Джафер Вилла (11 января 1933 — 6 октября 1935);
- Фуат Асллани (21 октября 1935 — 7 ноября 1936);
- Экрем Либохова (9 ноября 1936 — 2 апреля 1939);
- Михаил Шерко (9 — 12 апреля 1939);
- Джемиль Дино (12 апреля 1939 — 2 декабря 1941);
- Мехмет Коница (5 ноября 1943 — 6 февраля 1944);
- Бахри Омари (6 февраля — 17 июля 1944);
- Экрем Влёра (17 июля — 28 августа 1944);
- Ибрагим-бей Бичакчиу (6 сентября — 29 ноября 1944).

### Министры иностранных дел Албании с 1944
27 мая 1944 года было создано министерство иностранных дел в составе правительства антифашистского движения.
- Омер Нишани (27 мая 1944 — 18 марта 1946);
- Энвер Ходжа (22 марта 1946 — 23 июля 1953);
- Бехар Штюла (24 июля 1953 — 18 марта 1966);
- Нести Насе (18 марта 1966 — 30 июня 1982);
- Реис Малиле (30 июня 1982 — 22 февраля 1991);
- Мухамет Каплани (22 февраля — 6 декабря 1991);
- Илир Бочка (18 декабря 1991 — 11 апреля 1992);
- Альфред Сереки (11 апреля 1992 — 11 июля 1996);
- Тритан Шеху (11 июля 1996 — 12 апреля 1997);
- Арьян Старова (12 апреля — 25 июля 1997);
- Паскаль Милё (25 июля 1997 — 12 сентября 2001);
- Арта Даде (12 сентября 2001 — 31 июля 2002);
- Илир Мета (31 июля 2002 — 29 июля 2003);
- Люан Хайдарага (31 июля — 12 декабря 2003);
- Кастриот Ислами (12 декабря 2003 — 11 сентября 2005);
- Бесник Мустафай (11 сентября 2005 — 24 апреля 2007);
- Лулзим Баша (25 апреля 2007 — 17 сентября 2009);
- Илир Мета (17 сентября 2009 — 17 сентября 2010);
- Эдмонд Хаджинасто (17 сентября 2010 — 27 июня 2012);
- Эдмонд Панарити (3 июля 2012 — 4 апреля 2013);
- Альдо Бумчи (4 апреля — 15 сентября 2013);
- Дитмир Бушати (15 сентября 2013 — 23 января 2019);
- Эди Рама (23 января 2019 — 31 декабря 2020);
- Ольта Джачка (31 декабря 2020 — 12 сентября 2023);
- Игли Хасани[англ.] (с 12 сентября 2023).